# Алтунашвили, Инна Борисовна
Инна Борисовна Алтунашвили  (12 ноября 1977, Свердловск) — российская художница, педагог. Член Санкт-Петербургского Союза художников. Преподаватель Санкт-Петербургского художественного училища имени Н. К. Рериха.

## Биография
Родилась в 1977 году в Свердловске (ныне Екатеринбург).
В 2000 году окончила Воронежское художественное училище. С 2004 по 2010 год обучалась на живописном факультете Института имени И. Е. Репина (мастерская В. Загонека и С. Кичко). Дипломная работа «Тёплый вечер» была отмечена творческой стипендией Союза художников России.
Член Санкт-Петербургского Союза художников с 2011 года.
Участница ежегодных выставок Союза художников Санкт-Петербурга, а также выставок в Москве, Париже, Липецке, Сыктывкаре, Белгороде, Мурманске, Калуге, Выборге и др.
Работы Алтунашвили находятся в собраниях РОСИЗО, Музея изобразительных искусств Республики Карелия, Белгородского государственного художественного музея, Музея-заповедника Михайловское.